# Anjoutey
Anjoutey je francouzská obec v departementu Territoire de Belfort, v regionu Burgundsko-Franche-Comté v severovýchodní Francii. Počtem 603 obyvatel (v roce 2017) patří Anjoutey k menším obcím departemetu.

## Geografie
Anjoutey leží ve výšce 403 m nad mořem, vzdušnou čarou asi devět kilometrů severovýchodně od města Belfort. Bývalá ulicová vesnice se rozprostírá v téměř dva kilometry širokém údolí řeky Madeleine v jižním podhůří Vogéz, mezi kopci Forêt de Roppe na západě a Châtelet na východě. Území obce o rozloze 7,69 km² se nachází v regionálním přírodním parku Ballons des Vosges.
Údolí je tvořeno převážně ornou půdou a loukami. Na západě obec zasahuje do kopcovité oblasti s vrcholkem Bois la Dame (510 m); v této části je vojenská střelnice. Na východ od údolí Madeleine obec sahá až k potoku Ruisseau de Bourg.
Sousedními obcemi Anjoutey jsou Étueffont a Rougemont-le-Château na severu, Romagny-sous-Rougemont, Bourg-sous-Châtelet a Saint-Germain-le-Châtelet na východě, Bethonvilliers, Eguenigue a Roppe na jihu, Éloie a Grosmagny na západě.

## Historie
Obec byla poprvé zmíněna  v listině z roku 1234. V polovině 14. století se stala majetkem Habsburků. V roce 1648 na základě Vestfálského míru připadla Francii. Od roku 1793 patřila k departementu Haut-Rhin, ale v roce 1871 po prusko-francouzské válce zůstala na rozdíl od zbytku Alsaska jako součást departementu Territoire de Belfort ve Francii.
V průběhu 19. století se podél řeky Madeleine rozvinula řemesla závislá na vodní energii: mlýn a několik tkalcoven a přádelen.
Na podzim roku 1913 byla Anjoutey připojena k francouzské železniční síti úzkorozchodnou železniční tratí, která vedla z Belfortu přes Les Errues do Étueffontu. Po druhé světové válce však byl její provoz zastaven. Dnes Anjoutey tvoří komunitní společenství spolu s 13 dalšími obcemi.

## Památky
Kostel Saint-Vendelin byl postaven v roce 1774.

## Ekonomika a infrastruktura
V Anjoutey dlouhou dobu dominovalo zemědělství (obdělávání půdy, ovocnářství a chov dobytka), chov ryb a lesnictví. V obci je několik malých podniků a bydlí v ní mnoho pracovníků dojíždějících do Belfortu a Mylhúz. Anjoutey má dobré silniční spojení, nachází se na silnici z Les Errues do Étueffont a dálnice A 36 je vzdálena asi šest kilometrů.